# Ron Yerxa

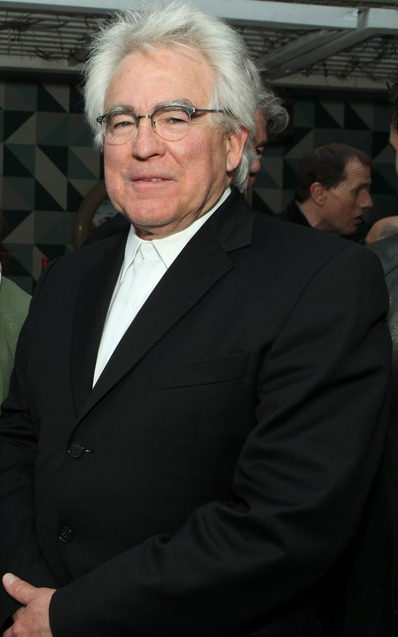
Ron Yerxa (2012)

Ronald Paul „Ron“ Yerxa (* 18. Mai 1947) ist ein US-amerikanischer Filmproduzent. International bekannt wurde er durch die Produktion der Kinofilme Election, Unterwegs nach Cold Mountain, Little Miss Sunshine, Little Children oder Nebraska.

## Leben und Karriere
Die Karriere von Ron Yerxa, Jahrgang 1947, ist eng mit der Biografie von Filmproduzent Albert Berger verknüpft. Yerxa arbeitete in den 1980er Jahren als Studio Executive bei CBS Theatrical, als er den Drehbuchautoren Albert Berger kennenlernte, der von der Filmschule der Columbia University kam. Ende der 1980er Jahre gründete man zusammen die Produktionsfirma Bona Fide Productions. Seit der Realisation ihrer ersten gemeinsamen Kinoproduktion König der Murmelspieler im Jahr 1993 haben Yerxa und Berger in Co-Operation rund 20 Filme produziert. Zweimal arbeitete das Produzentengespann dabei bisher mit dem Regisseur Alexander Payne zusammen. Für Paynes Filme gab es jeweils Filmehrungen. Für Election mit Matthew Broderick und Reese Witherspoon in den Hauptrollen gewann das Produzententeam den Independent Spirit Awards 2000 in der Kategorie Bester Film. Für die Kinoproduktion Nebraska in der Besetzung Bruce Dern, Will Forte und June Squibb erhielten Yerxa und Berger 2014 jeweils eine Oscar-Nominierung in der Kategorie Bester Film.
Regisseure mit denen Ron Yerxa und Albert Berger bisher bei ihren Filmen zusammengearbeitet haben, waren unter anderem Steven Soderbergh, Anthony Minghella, Jonathan Dayton und Valerie Faris oder Todd Field.

## Auszeichnungen
- 2000: Ehrung mit dem Independent Spirit Award in der Kategorie Bester Film für Election
- 2007: Ehrung mit dem Independent Spirit Award in der Kategorie Bester Film für Little Miss Sunshine
- 2014: Nominierung für den Oscar in der Kategorie Bester Film für Nebraska

## Filmografie (Auswahl)

### Kino
- 1993: Mein Vater – Mein Freund (Jack the Bear)
- 1993: König der Murmelspieler (King of the Hill)
- 1999: Election
- 1999: The Wood
- 2002: Pumpkin
- 2003: Unterwegs nach Cold Mountain (Cold Mountain)
- 2005: Bee Season
- 2005: The Ice Harvest
- 2006: Little Miss Sunshine
- 2006: Little Children
- 2008: Hamlet 2
- 2010: Umständlich verliebt (The Switch)
- 2012: Ruby Sparks – Meine fabelhafte Freundin (Ruby Sparks)
- 2012: We Made This Movie
- 2013: Lang lebe Charlie Countryman (The Necessary Death of Charlie Countryman)
- 2013: Nebraska
- 2014: Low Down
- 2015: Louder Than Bombs
- 2019: The Peanut Butter Falcon
- 2020: The Last Shift

### Fernsehen
- 1998: Fatal Desire (The Spree)

### Dokumentarfilm
- 2002: I Am Trying to Break Your Heart
- 2010: Ain’t in It for My Health: A Film About Levon Helm